# Pseudobryomima muscosa
Pseudobryomima muscosa är en fjärilsart som beskrevs av George Francis Hampson 1905. Pseudobryomima muscosa ingår i släktet Pseudobryomima och familjen nattflyn. Inga underarter finns listade i Catalogue of Life.